# 弦楽五重奏曲第4番 (モーツァルト)
弦楽五重奏曲第4番ト短調K.516は、ヴォルフガング・アマデウス・モーツァルトが1787年の春頃に作曲し、同年5月16日に完成させた弦楽五重奏曲。ほぼ同時期に作曲された第3番ハ長調K.515とは姉妹作品で、対照的な性格を持っており、両曲ともにモーツァルトの室内楽として親しまれている。演奏時間は約35分。

## 概要
ハ長調―ト短調のペアで作曲された第3番ハ長調、この第4番ト短調の2曲は、翌年に作曲した交響曲第40番K.550ト短調と交響曲第41番ハ長調 K.551『ジュピター』のペアとよく擬せられる。第4番ト短調の随所に流れる美しい旋律は、モーツァルトの数ある作品の中でも、もっとも深い憂いをたたえたものに数えられる。完成直後の5月28日に死去することになる父レオポルトの病状の悪化が作曲の根底にあるのではないかと指摘されている。
第3番と共に、モーツァルトは借金を重ねていたヨハン・ミヒャエル・プフベルクの所から予約出版することを翌1788年4月2日に『ウィーン新聞』で発表していたが、売れ行きが芳しくなかったために出版を1年延長すると6月25日に同新聞で発表し、結局出版は1790年になってアルタリア社から行われた。

## 編成
第1ヴァイオリン、第2ヴァイオリン、第1ヴィオラ、第2ヴィオラ、チェロ

## 曲の構成
第1楽章 Allegro
ト短調、4分の4拍子。ソナタ形式からなる。曲の冒頭、憂いに満ち、あえぐような旋律を第1ヴァイオリンが歌いだし、すぐに同じ旋律を第1ヴィオラが引き継ぐ。第2主題も第1主題同様憂いに満ちている。小林秀雄は『モオツアルト』の中で「疾走する悲しみ」と表現した。曲は短調のまま悲劇的に終結する。
第2楽章 Menuetto: Allegretto
ト短調、4分の3拍子。複合三部形式。この楽章も第1楽章同様深い憂いに満ちている。トリオはト長調。
第3楽章 Adagio ma non troppo
変ホ長調、4分の4拍子。展開部のないソナタ形式。全ての楽器が弱音器を装着し、静かな瞑想のように音楽は進む。
第4楽章 Adagio - Allegro
第1ヴァイオリンの長い悲歌によって、ト短調、4分の3拍子の長い序奏が奏される。一転、ト長調、8分の6拍子のロンドソナタに転じる。

## 評価
リヒャルト・シュトラウスは本作について「この作品は人間が作曲したんじゃなく、愛すべき神様が直接下さったんだ」と述べている。